# Styposis selis
Styposis selis là một loài nhện trong họ Theridiidae.
Loài này thuộc chi Styposis. Styposis selis được Herbert Walter Levi miêu tả năm 1964.

## Hình ảnh